# Diário do Centro do Mundo
Diário do Centro do Mundo (DCM) é um site digital político de esquerda brasileiro criado pelo jornalista Paulo Nogueira (1956–2017). Propõe-se a publicar um resumo dos fatos mais importantes do dia em áreas de interesse do público: política, economia, esporte, moda, cultura etc., fornecendo links para matérias de veículos brasileiros e estrangeiros, além de publicar análises e opiniões da sua própria equipe de jornalistas e de blogueiros.
Atualmente, o DCM está organizado em oito seções: Política, Brasil, Mundo, Mídia, Comportamento, Cultura, Economia, Esporte e uma seção de Especiais.
Desde a sua criação, o DCM tem sido crítico aos grandes grupos de comunicação do Brasil  - Abril, Globo, Folha e Estado.
O jornal também repercute o conteúdo da mídia impressa e digital de esquerda, incluindo as revistas Carta Capital, Caros Amigos, Conversa Afiada, Brasil 247, o portal Portal Vermelho, a revista Fórum, os sites Jornal GGN (de Luís Nassif), Opera Mundi, Outras Palavras, Ponte Jornalismo, Jornalistas Livres e Mídia Ninja.
Em 2016, o DCM participou de uma iniciativa coletiva contra a Globo no Sindicato dos Jornalistas de São Paulo. O blog havia recebido uma notificação extrajudicial da emissora pedindo que parasse de noticiar a respeito de um triplex da família Marinho em Paraty. O evento reuniu parlamentares, entidades da sociedade civil e veículos da mídia alternativa.

## História
O Diário do Centro do Mundo foi criado em 2009, primeiro como a coluna do jornalista Paulo Nogueira, que era então correspondente da revista Época em Londres (daí vem o nome "centro do mundo"); depois tornou-se um blog de Paulo Nogueira. Em janeiro de 2013, tornou-se um site de hard news claramente posicionado à esquerda. A mudança foi definida com a introdução de novo layout e o ingresso na equipe de Kiko Nogueira, criador da revista Alfa, irmão de Paulo e também jornalista.
Em seus primeiros 10 meses de atividade, o portal contava com uma média de um milhão de visitantes por mês. Esse número foi quadruplicado em setembro de 2015, quando o total de acessos chegou a cerca de quatro milhões de usuários por mês. Em abril de 2017, o DCM informou ter tido 2,4 milhões de visitantes únicos, com 13 milhões de visualizações, segundo o Google Analytics.
Em 2015, o jornal DCM teve incluído seu nome na divulgação de repasses oriundos de empresas estatais para jornais considerados como "mídia alternativa" pelo governo, o jornalista  Fernando Rodrigues, que através da  Lei de acesso à informação conseguiu dados referentes aos repasses, publicou os valores recebidos pela DCM no  Governo Dilma Rousseff, em 2014 os valores chegaram ao total R$ 209.629,00.
Em junho de 2016, logo após assumir a presidência da República interinamente, Michel Temer decidiu suspender os contratos das empresas estatais e ministérios com veículos da mídia eletrônica, dentre os quais o DCM, considerando-os contrários ao interesse público. Ao mesmo tempo, os pagamentos a veículos da grande imprensa, a título de veiculação de publicidade governamental, cresceriam substancialmente, segundo divulgou o próprio DCM. Ainda em 2016,  por ocasião do lançamento do livro Golpe 16, jornalistas alertaram para a possibilidade de a perseguição política à chamada blogosfera desenvolver-se a partir de três eixos: criminalização dos sites, lawfare e asfixia financeira.
Durante a eleição presidencial de 2014, o DCM encomendou um documentário intitulado Helicoca – O Helicóptero de 60 Milhões de Reais, que relatava uma apreensão de drogas pela polícia em um helicóptero da família Perrella, que era aliada político do candidato a presidente Aécio Neves. O documentário foi removido do YouTube devido a uma reivindicação de direitos autorais. Além disso, por decisão judicial, o site foi proibido de associar Perrella ao termo "Helicoca".
Em 16 de julho de 2020, o portal DCM foi acusado de publicar notícias falsas contra o Vice-Presidente Nacional do PDT, Ciro Gomes, dizendo que Marcos Valério, conhecido por seu envolvimento no Escândalo do Mensalão, teria realizado pagamentos para a campanha do então ex-candidato a presidente. Conforme demonstrado pelo site oficial da Câmara dos Deputados, tal acusação é infundada.
Ciro Gomes foi condenado a indenizar em R$ 40 mil o site Diário do Centro do Mundo e o diretor da publicação, Kiko Nogueira, por dizer que eles são “picaretas que o PT contrata nas piores escolas do jornalismo brasileiro”. Em decisão publicada em 2 de fevereiro de 2023, a 3ª Turma Cível do Colégio Recursal de São Paulo entendeu que houve atribuição de crimes por Ciro contra a equipe de jornalistas, o que gerou abalos às reputações deles.
No dia 7 de agosto de 2024, o site foi tirado do ar por decisão do Tribunal de Justiça do Tocantins. A decisão foi feita por conta de um processo movido pela deputada Janad Valcari, após o DCM publicar uma matéria afirmando que ela teria faturado R$ 23 milhões através de um esquema envolvendo prefeituras e a banda Barões da Pisadinha, da qual Janad foi empresária até dezembro de 2023. Segundo Kiko Nogueira, diretor-adjunto do site, durante transmissão ao vivo no canal do YouTube, o caso seguia sem sigilo de justiça e o DCM não havia sido citado oficialmente, levando o advogado do site a tomar providências para resolver o caso.
Ainda no mesmo dia, a própria juíza que havia determinado a derrubada do site revogou a decisão após os responsáveis pelo portal removerem a matéria. Pouco tempo depois, o portal voltou ao ar, mas seus criadores ainda consideram o caso censura, e o episódio gerou comentários de solidariedade, e contra a decisão, por parte de diversos outros veículos e jornalistas.